# SWAN彗星 (P/2005 T4)
SWAN彗星 (SWAN彗星) とは、SOHOが発見した周期彗星である。仮符号はP/2005 T4である。

## 概要
P/2005 T4は、2005年10月14日にSOHOに取り付けられた太陽風観測カメラの「SWAN (Solar Wind Anisotropies)」で発見された。SOHOで発見された彗星は通常SOHO彗星と名づけられるが、特にこのカメラで発見された彗星はSWAN彗星と呼ばれる事が多い。

## 軌道の性質
P/2005 T4は、SWAN彗星の中で唯一のPで始まる、即ち唯一の周期彗星である。しかし軌道は17日間の30回しか観測されていないためかなり荒い軌道の値しか知られておらず、例えば公転周期は約28.4年であるが、0.7年の誤差がある。
P/2005 T4の近日点距離は精度よく知られており、約9715万km (0.6494AU) である。これは水星軌道と金星軌道の間である。一方で離心率は約0.93あり、遠日点距離は約27億km (18AU) と、天王星軌道のすぐ内側に届くほどである。
P/2005 T4の軌道傾斜角は約160度であり、逆行軌道を持っている。一方で黄道面からみると約20度と、彗星としてはあまり傾いていない。

## 地球との接近
P/2005 T4は、地球軌道との最小距離が約2353万km (0.1573AU) であり、地球近傍天体に属する。特に彗星である場合は地球近傍彗星 (NEC) と呼ばれる。P/2005 T4の場合は逆行軌道であるため、大きな相対速度を持って地球に接近する。
P/2005 T4は、2005年9月30日に地球から4965万km (0.3319AU) のところを通過した。このときの地球との相対速度は78.51km/sであり、彗星としては最も速い。また、全天体でも(343158)マルシュアースに次ぎ2番目に速い天体である。ただし、順位としてはマルシュアースが上位5位を占めているため、順位では6位となる。